# Esaminatore prosinodale
L'esaminatore prosinodale era un presbitero incaricato dell'esame per i parroci secondo i canoni del Concilio di Trento. Quando decadevano gli esaminatori scelti dal sinodo diocesano, detti esaminatori sinodali, il vescovo con il beneplacito del capitolo cattedrale poteva nominare nuovi esaminatori, detti prosinodali, perché nominati dal vescovo in vece del sinodo. Visto che la convocazione del sinodo diocesano era generalmente infrequente, nella prassi gli esaminatori prosinodali detenevano normalmente l'ufficio.

## Attribuzioni
Quando per morte o per rinunzia una chiesa parrocchiale si rendeva vacante il vescovo e chi aveva diritto di patronato, entro dieci giorni od altro tempo da determinarsi dal vescovo, dovevano avanzare delle candidature dinanzi agli esaminatori. Anche ad altri poteva essere permesso di presentare altri candidati. Passato il tempo stabilito, tutti i candidati dovevano essere esaminati dal vescovo o, se questi fosse impedito, dal [[vicario
generale]] e dagli altri esaminatori - che non dovevano essere meno di tre. Se i voti degli esaminatori fossero stati pari, il vescovo o il vicario potevano aggiungere il loro voto.
Se la parrocchia fosse stata di patronato ecclesiastico e quindi la nomina fosse spettata al vescovo, e non ad altri, al patrono era lasciata la scelta tra i candidati approvati dagli esaminatori.
Se invece il patronato fosse stato laicale o non fosse stato di spettanza del vescovo, al patrono spettava un diritto di presentazione, seguiva l'esame, al termine del quale il vescovo poteva scegliere a suo giudizio il candidato più idoneo.
Tutte le provviste o nomine fatte in maniera diversa da quanto prescritto, erano considerate illegittime.
Una riforma fu introdotta da papa Pio X con il decreto Maxima cura del 20 agosto 1910: il giudizio degli esaminatori era richiesto non solo nei casi dei concorsi per le parrocchie vacanti, ma anche nei casi di rimozione economica.

## Scelta degli esaminatori
Gli esaminatori dovevano essere presentati ogni anno nel sinodo diocesano dal vescovo o dal suo vicario almeno in numero di sei e dovevano essere approvati dallo stesso sinodo.
Quando si rendeva vacante una chiesa parrocchiale, il vescovo doveva scegliere tre esaminatori.
Si raccomandava che gli esaminatori fossero maestri, dottori o licenziati in teologia o in diritto canonico. Potevano però essere scelti a quest'ufficio anche altri chierici o regolari, anche dei mendicanti o secolari. Dovevano giurare di adempiere fedelmente al loro ufficio, senza accettare doni (simonia), nel qual caso sarebbero stati esclusi dal rinnovo della nomina.
Visto che la prassi di celebrare il sinodo diocesano ogni anno restò largamente disattesa, papa Benedetto XIV concesse la proroga del mandato degli esaminatori sinodali fino a quando almeno sei esaminatori approvati dal sinodo fossero stati ancora in vita. Se il numero degli esaminatori scendeva sotto questa soglia, tutti i superstiti decadevano dall'ufficio. A quel punto la Sacra Congregazione del Concilio poteva concedere al vescovo la nomina di nuovi esaminatori prosinodali, con il beneplacito del capitolo cattedrale.
Il decreto Maxima cura del 1910 prescrisse che il mandato degli esaminatori prosinodali potesse durare al massimo per un quinqennio, tuttavia la nomina di nuovi esaminatori prosinodali non avrebbe più necessitato del permesso della Santa Sede. Inoltre il giudizio degli esaminatori prosinodali era richiesto non solo nei casi dei concorsi per le parrocchie vacanti, ma anche nei casi di rimozione economica.